# 오수전

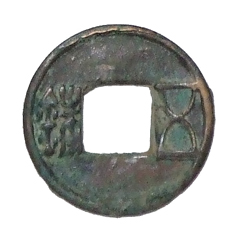
오수전

오수전(五銖錢)은 고대 중국에서 유통된 화폐로, 전한 무제 때인 원수 5년(기원전 118년)에 처음으로 주조되었다. 질량이 당시 도량형으로 5수(銖)였기 때문에 오수전이라고 불렸다.
전한 이후에도 후한·촉한·조위·서진·동진·남제·양·진·북위·북제·수 왕조에서도 주조되었으며, 당나라 때인 무덕 4년(621년)에 폐지될 때까지 유통된, 중국 역사상 가장 오랜 기간에 걸쳐 유통된 화폐이다.

## 전한
무제 때에는 적극적인 외교정책으로 인하여 해외 원정에 따른 지출이 막대하였고, 이를 타개하기 위하여 오수전 주조가 시작되었다. 기존에 유통된 반냥전에 비하여 무거우며 양면과 가장자리에 곽(郭)이라고 불리는 테를 두른 것이 특징이다.
조정에서는 오수전의 치수와 중량, 금속 비율을 규정하여 지방에서의 주조를 허가하였다. 당시 군국에서 중앙으로 납부하는 조세를 오수전으로 규정하였기 때문에, 지방에서도 대규모의 주조가 이루어졌다. 오수전의 원료인 구리는 기존의 반냥전과 동일하였는데, 녹여서 오수전으로 다시 주조할 경우 가치가 4/5로 줄어들었기 때문에 이를 통하여 군국의 경제력을 약화시킬 목적이었다는 학설도 있으며, 실제로 오수전 주조 사양을 어겨 작위가 박탈된 제후도 있었다.
당초 주조된 화폐는 군국오수전(郡國五銖錢)이라고 칭하였다. 그러나 단기간의 세수 증가를 목표로 한 조정에서는 원정 3년(기원전 114년), 군국오수전의 다섯 배의 액면가를 지닌 적측오수전(赤側五銖錢), 즉 적측전을 발행하여 세금을 거둘 때에도, 풀 때에도 이것만 사용하게 하였다. 처음에는 세수가 증가하였으나 유통이 거듭될수록 실질적으로는 감소하였으며 또 개인이 함부로 주조하는 일이 벌어짐에 따라 이듬해에 폐지되고 삼관오수전(三官五銖錢)이 발행되었다. 삼관오수전은 지방에서의 주조를 금지하였고, 상림원에 대규모 주조소를 설치하여 수형도위의 속관인 종관·기교·변동에게 주조를 맡긴 것에서 '삼관'이라는 명칭이 생겼다. 지방의 예전 화폐를 포함한 구리를 삼관에 집중시킴으로써 사적 주조를 예방하고, 화폐경제의 안정화를 꾀하였다.

## 후한
신나라를 건국한 왕망은 화폐를 수없이 많이 주조하였고, 국가 경제는 크게 혼란스러워졌다. 건무 원년(25년)에 후한이 건국된 후, 처음에는 혼란으로 인하여 화폐를 주조할 여유가 없었다. 그러나 건무 16년(40년)에 접어들어 오수전 주조가 결정되었고, 이듬해부터 주조가 시작되었다. 후한은 전한과 달리 주조 사양을 고치는 일은 없었으나, 시기에 따른 품질 차이가 있었다. 특히 말기의 동탁 집권기에는 동탁오수전(董卓五銖錢)이라고 불리는 극히 조악한 화폐가 발행되었는데, 단순히 각종 동전에 구멍을 뚫어서 사용하는 한편 바깥쪽을 갈아 작게 만들었다. 때문에 사적 주조가 횡행하여 오수전은 화폐로서의 가치를 잃었고, 이후 백 개에서 천 개를 꿰어서 유통하기에 이르렀다.